# Verkehrsgemeinschaft Villingen-Schwenningen

Logo VS-Bus

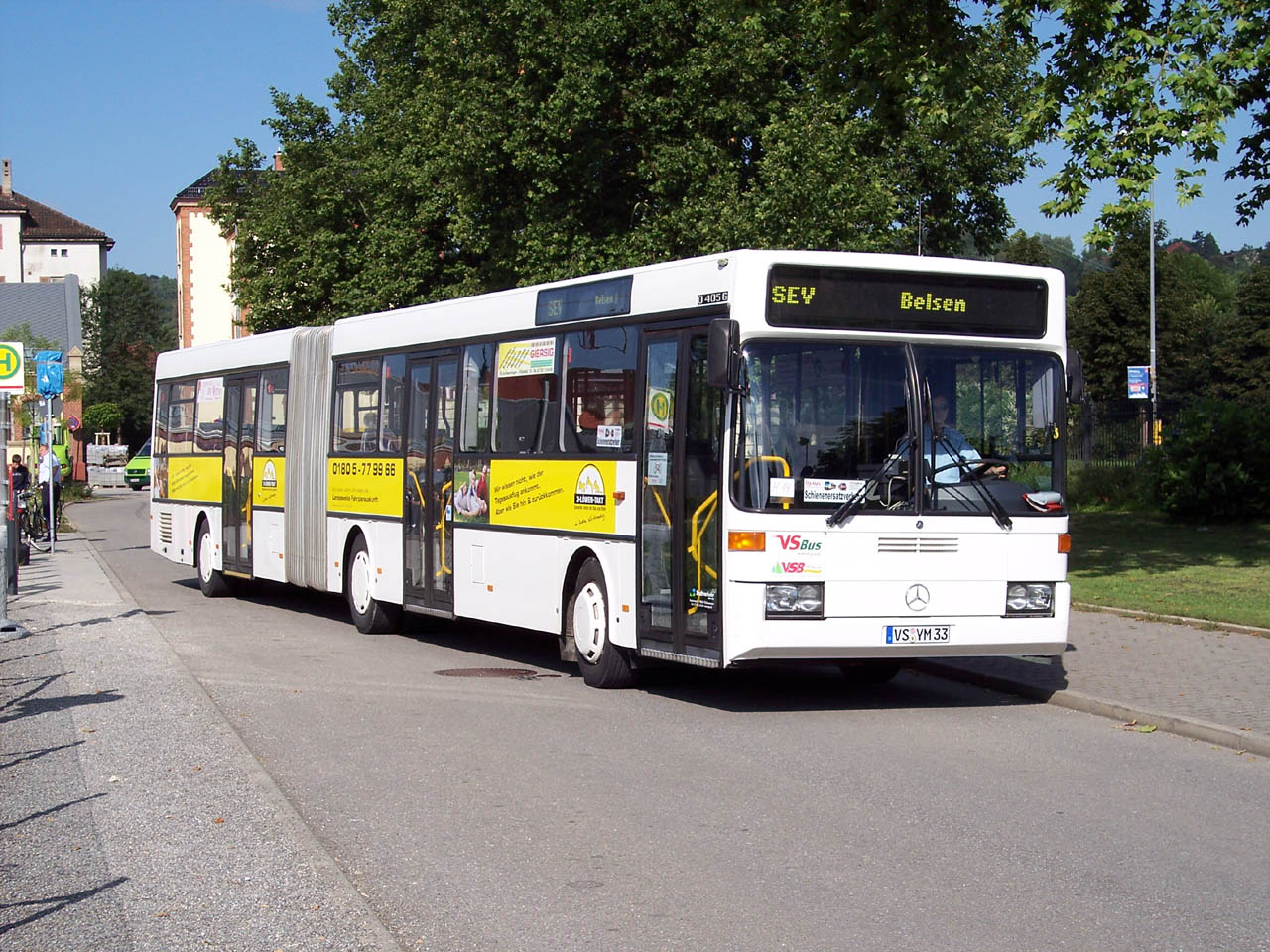
Bus der Verkehrsgemeinschaft in Tübingen

Die Verkehrsgemeinschaft Villingen-Schwenningen (VGVS) ist der öffentliche Verkehrsbetrieb der Stadt Villingen-Schwenningen. Die VGVS betreibt den öffentlichen Personennahverkehr innerhalb der Stadt (im Wesentlichen die beiden Stadtteile Villingen und Schwenningen) mit 17 Stadtbuslinien (VS-Bus).
Die VGVS ist eingebunden in den Verkehrsverbund Schwarzwald-Baar (VSB), der den ganzen Schwarzwald-Baar-Kreis abdeckt. Zusammen mit anderen Unternehmen der VSB betreibt sie einige Überlandbuslinien zu Umlandgemeinden der Stadt.

## Liniennetz
| Linie | Wichtige Haltestellen im Verlauf                                                |
| ----- | ------------------------------------------------------------------------------- |
| 1     | Bahnhof Villingen – Schilterhäusle-Klinikum-Schwenningen Bf.-Schwenningen Busbf |
| 2     | Hammerhalde-Villingen Bf.-Klinikum-Schwenningen Busbf.-Deutenberg               |
| 3     | Villingen Bahnhof-Herdenen-Eschelen-Schwenningen Busbf-Schwenningen Bf          |
| 4     | Villingen Bahnhof-Steppach-Vorderer Eckweg-Wöschhalde-Haslach                   |
| 5     | Villingen Bahnhof-Schelmengass-Vorderer Eckweg-Wöschhalde-Haslach               |
| 6     | Villingen Bahnhof-Goldenbühl-Oderstrasse-Haslach                                |
| 7     | Villingen Bahnhof-Hotelfachschule-Villingen Bahnhof                             |
| 8     | Villingen Bahnhof-Kirnacher Strasse-Villingen Bahnhof                           |
| 9     | Warenberg-Rietheiner Strasse-Villingen Bahnhof                                  |
| 10    | Villingen Bahnhof-Kalkofenstrasse-Mangin-Berliner Strasse-Triberger Strasse     |
| 11    | Kopsbühl-Fürstenbergring-Villingen Bahnhof                                      |
| 12    | Steinkirchring-Industriegeb.-Ost-Hammerstatt-Wasenstrasse-Grabenäcker           |
| 13    | Zollhaus – Busbahnhof Schwenningen – Deutenbergschulen – Waldfriedhof           |

Die wichtigsten Haltestellen und Knotenpunkte sind:
- Villingen Bahnhof
- Schwarzwald-Baar-Klinikum
- Schwenningen Bahnhof
- Schwenningen Busbahnhof